# Campeonato Roraimense de Futebol Feminino de 2022
O Campeonato Roraimense Feminino de 2022 foi a décima primeira edição deste evento esportivo, principal torneio estadual de futebol feminino organizado pela Federação Roraimense de Futebol (FRF).
O campeonato começou a ser disputado no dia 29 de novembro e terminou em 21 de dezembro. Nesta edição, o São Raimundo sagrou-se campeão pela décima vez, vencendo a decisão contra o Rio Negro pelo placar de 2–0.

## Antecedentes
A primeira edição do Campeonato Roraimense Feminino foi realizada em 2009 e teve como vencedor o São Raimundo. Na temporada seguinte, o Atlético Roraima foi campeão da competição. Essas duas primeiras edições foram realizadas como Torneio Seletivo para a Copa do Brasil.
Nos anos de 2011 e 2012, o certame não foi disputado. Desde então o São Raimundo venceu todas as edições do campeonato, conquistando oito títulos de maneira consecutiva. Durante esse período a competição também não foi realizada em 2016.

## Formato e participantes
O regulamento do Campeonato Roraimense Feminino dividiu os seis participantes em dois grupos, pelos quais disputaram confrontos de turno único contra os adversários da chave oposta. Após três rodadas, os dois melhores de cada grupo se classificaram para a semifinal. As fases de eliminatórias também foram disputadas em partidas únicas. Os seis participantes foram:
| Equipe           | Cidade    | Títulos                                                   |
| ---------------- | --------- | --------------------------------------------------------- |
| Atlético Roraima | Boa Vista | 1 (2010)                                                  |
| GAS              | Caracaraí | —                                                         |
| Progresso        | Mucajaí   | —                                                         |
| River-RR         | Boa Vista | —                                                         |
| Rio Negro-RR     | Boa Vista | —                                                         |
| São Raimundo-RR  | Boa Vista | 9 (2009, 2013, 2014, 2015, 2017, 2018, 2019, 2020 e 2021) |

## Resultados

### Fases finais
|  | Semifinais        | Semifinais   |   |  | Final           | Final |  |
|  |                   |              |   |  |                 |       |  |
|  |                   |              |   |  |                 |       |  |
|  | São Raimundo-RR   | 3            |   |  |                 |       |  |
|  | GAS               | 1            |   |  |                 |       |  |
|  |                   |              |   |  |                 |       |  |
|  |                   |              |   |  |                 |       |  |
|  |                   |              |   |  | São Raimundo-RR | 2     |  |
|  |                   | Rio Negro-RR | 0 |  |                 |       |  |
|  |                   |              |   |  |                 |       |  |
|  |                   |              |   |  |                 |       |  |
|  |                   |              |   |  |                 |       |  |
|  |                   |              |   |  |                 |       |  |
|  | Rio Negro-RR (p.) | 0 (5)        |   |  |                 |       |  |
|  | River-RR          | 0 (4)        |   |  |                 |       |  |